# Zbigniew Jaśkiewicz (prawnik)
Zbigniew Jaśkiewicz (ur. 8 maja 1918 w Jerinie, zm. 7 lipca 2008) – polski prawnik, profesor nauk prawnych, nauczyciel akademicki Uniwersytetu Mikołaja Kopernika w Toruniu, Uniwersytetu Gdańskiego i innych uczelni, specjalista w zakresie prawa zarządzania gospodarką narodową i prawa finansowego.

## Życiorys
W 1936 ukończył gimnazjum w Różanymstoku i podjął studia na Wydziale Prawa i Nauk Społecznych Uniwersytetu Stefana Batorego. Studia przerwał wybuch II wojny światowej. W latach 1945–1946 przebywał w Zagłębiu Donieckim.
Po wojnie trafił do Torunia, gdzie od 1 września 1946 został zatrudniony jako asystent w Katedrze Skarbowości i Prawa Skarbowego Wydziału Prawa Uniwersytetu Mikołaja Kopernika. W 1947 ukończył na UMK studia prawnicze, a w 1948 uzyskał stopień doktora. Tematem jego rozprawy była Przebudowa podatku dochodowego w Polsce po wojnie, a promotorem Leon Kurowski. 
W 1952 przeniósł się do Wyższej Szkoły Ekonomicznej w Sopocie, w latach 1959–1962 był jej prorektorem. W 1955 uzyskał, na podstawie rozprawy Właściwości systemu finansowego przedsiębiorstw transportu morskiego, nominację na stopień docenta. W 1964 został mianowany profesorem nadzwyczajnym, a w 1971 uzyskał tytuł naukowy profesora zwyczajnego.
W 1961 wrócił na UMK, gdzie do 1970 kierował Katedrą Prawa Finansowego. Potem pracował na Uniwersytecie Gdańskim oraz w Szkole Wyższej im. Pawła Włodkowica w Płocku.
Jego żona Jadwiga Jaśkiewiczowa również była prawnikiem, absolwentką Wydziału Prawa UMK. Mieli jednego syna - Stefana, nauczyciela fizyki.

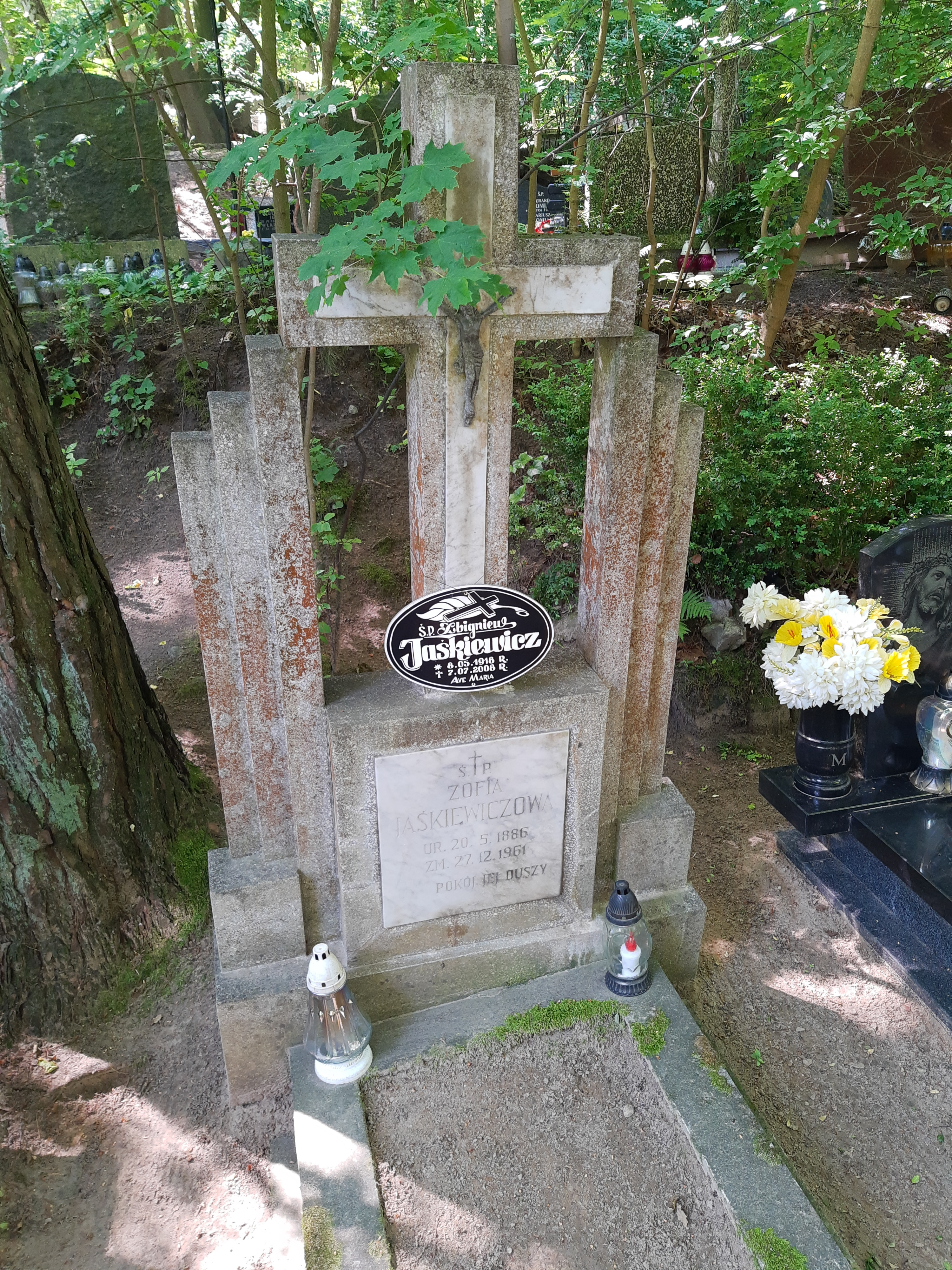
Grób prof. Zbigniewa Jaśkiewicza na cmentarzu Srebrzysko w Gdańsku

Zmarł 7 lipca 2008, został pochowany na cmentarzu Srebrzysko w Gdańsku (rejon IX, taras IV wojskowy-1-26).

## Wybrane publikacje
- Dostawy i roboty w nowym ujęciu prawnym (1949)
- Przebudowa podatku dochodowego w Polsce powojennej (1949)
- Finanse. Cz. 1, Zarys nauki finansów publicznych (1962, wspólnie z Jadwigą Jaśkiewicz)
- Teoria akcyzy w Polsce Ludowej (1963)
- System finansów przedsiębiorstw transportu morskiego (1964)
- Polski system finansów publicznych (1966, wspólnie z Jadwigą Jaśkiewicz)
- Zarys nauki finansów publicznych (1967, wspólnie z Jadwigą Jaśkiewicz)
- Prawo zarządzania gospodarką narodową: część ogólna (1975)
- Prawo ustroju gospodarczego PRL (1976)
- Zarządzanie gospodarką narodową (1980)
- Prawo zarządzania gospodarką narodową (prawo gospodarcze publiczne) (1988, ISBN 83-7017-210-5)

## Ordery i odznaczenia
- Krzyż Kawalerski Orderu Odrodzenia Polski (1973)[3]
- Złoty Krzyż Zasługi[4]